# Spomenik poginulima u Prvom svjetskom ratu u Ivanovčanima
Spomenik poginulim Ivanovčancima u Prvom svjetskom ratu kameni je križ u bjelovarskoj četvrti Ivanovčani na adresi Prilaz Andrije Hebranga 1 i dijelu grada znanom kao Novi Ivanovčani. 
Spomenik su prenamijenili 3. rujna 1922. godine seljaci tadašnjeg sela Ivanovčani za svojih trinaest vojnika koji su poginuli u Prvom svjetskom ratu.
Danas se kraj spomenika odaje počast svim Bjelovarčanima stradalim u Prvom svjetskom ratu.

## Povijest
Spomenik je prvotno podignut na ulazu u vojno vježbalište Logorište i selo Ivanovčani (na prostoru današnjeg kružnoga toka) u čast Franji Josipu I.
Spomenik je podignut na rođendan kralja 18. kolovoza 1916. godine  pod  inicijativom c. i kr. Varaždinske 16 pješačke pukovnije. Spomenik se sastojao od iste današnje kamene piramide, na kojoj je bila smještena brončana bista kralja. 
Na podnožju je bio natpis: „In unwandelbarer Treue und unbegrenzter Liebe die allzeit getruen Warasdiner 18. VIII.1916.“ (prevedeno; U nepromjenjivoj odanosti i bezgraničnoj ljubavi, uvijek vjerni "Varaždinci" 18. VIII. 1916.”)
Spomenik je bio poznat kao Kraljev spomenik u Ivanovčanima.
Završetkom Prvoga svjetskog rata, mještani sela Ivanovčani zajednički prenamijenju Kraljev spomenik u spomenik za trinaest vojnika Ivanovčana koji su poginuli u ratu.
Tijekom SFR Jugoslavije spomenik je bio namijenjen za uklonjanje zbog svojeg položaja usred prometnice Rade Končara (danas Andrije Hebranga)  sve dok Đuro Hajduković, stanar zgrade na današnjoj adresi prilaz Andrije Hebranga 1 nije predložio da se spomenik premijesti na njegovo zemljište. Spomenik je premiješten gdje se nalazi i danas.